# Pferdeboot
Das Pferdeboot (eigentlich Pferdetransportboot) war ein unmotorisiertes Landungsboot der deutschen Streitkräfte vom Anfang des 20. Jahrhunderts bis in den Zweiten Weltkrieg hinein.

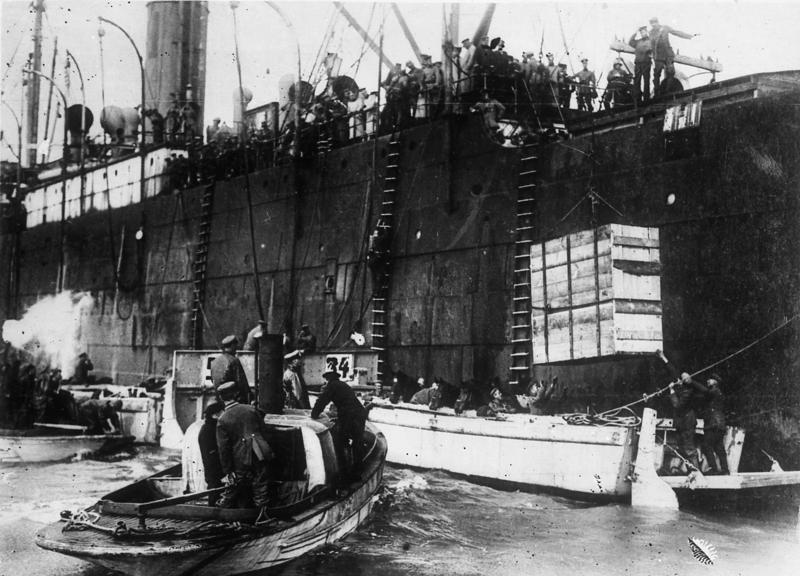
Beladen eines Pferdebootes während des Unternehmen Albion im Oktober 1917

Das Pferdetransportboot wurde in den ersten Jahren des 20. Jahrhunderts von der Stülcken-Werft in Hamburg in Zusammenarbeit mit Pionieren des deutschen Schleswig-Holsteinischen Pionier-Bataillons Nr. 9 aus Harburg als Landungsboot entwickelt. Die Boote wurden von 1904 bis zum Ende des Ersten Weltkrieges 1918 gebaut und noch einmal in gleicher Größe, aber leicht verbessert, von 1924 bis 1941.
Das Pferdeboot diente für das Anlanden von Truppen und Nachschub an offener Küste von Frachtschiffen aus zum Ufer. Da die Boote über keinen Motor verfügten, wurden sie entweder an einer Seilverbindung (Landungstrossen genannt) zwischen Schiff und Strand hin- und hergezogen oder von Motorbooten bewegt.
Das Boot war 10,5 m lang und 3,4 m breit. Das Heck war als Spiegelheck ausgebildet und als Landeklappe abklappbar, für die Aufnahme und Abgabe von Ladegut. Um den Tiefgang so gering wie möglich zu halten, war der Boden des Bootes aus einem mehrfach abgeschotteten Luftkasten hergestellt. Das Pferdeboot wog zehn Tonnen und konnte zehn Tonnen Ladung aufnehmen, was jeweils acht bis zehn Pferden, zwei Feldgeschützen, einer 15-cm-Haubitze mit Protze, einem Lastwagen oder 70 feldmarschmäßig ausgerüsteten Infanteristen entsprach.
Zu einem Großeinsatz der Pferdeboote kam es im Ersten Weltkrieg im Jahre 1917 beim Unternehmen Albion, der Eroberung mehrerer baltischen Inseln in der Ostsee, die damals zu Russland gehörten. Dabei wurden in 100 Stunden mit 24 Pferdebooten an drei Landungstrossen 3319 Pferde, 909 Fahrzeuge und zusätzlich Soldaten angelandet – 70 % der Ausrüstung einer Division.
In den 1930er Jahren war das Pferdeboot als Landungsboot vollkommen veraltet und wurde Anfang der 1940er Jahre durch das neuentwickelte Pionierlandungsboot ersetzt.